# Ostoja Sławniowicko-Burgrabicka
Ostoja Sławniowicko-Burgrabicka este o arie protejată (sit de importanță comunitară — SCI) din Polonia întinsă pe o suprafață de 767,54 ha, integral pe uscat.

## Localizare
Centrul sitului Ostoja Sławniowicko-Burgrabicka este situat la coordonatele 50°20′14″N 17°16′42″E / 50.3373°N 17.2782°E.

## Înființare
Situl Ostoja Sławniowicko-Burgrabicka a fost declarat sit de importanță comunitară în martie 2007 pentru a proteja 5 specii de animale.

## Biodiversitate
Situată în ecoregiunea continentală, aria protejată conține 4 habitate naturale: Păduri de fag Luzulo-Fagetum, Păduri de stejar și carpen Galio-Carpinetum, Păduri acidofile de stejar bătrân cu Quercus robur pe câmpii nisipoase, Păduri aluvionare cu Alnus glutinosa și Fraxinus excelsior (Alno-Padion, Alnion incanae, Salicion albae).
La baza desemnării sitului se află mai multe specii protejate:
- amfibieni (1): izvoraș-cu-burta-galbenă (Bombina variegata)
- mamifere (4): liliac cârn (Barbastella barbastellus), liliac cărămiziu (Myotis emarginatus), liliac comun (Myotis myotis), liliacul mic cu potcoavă (Rhinolophus hipposideros)